# 金洲法稱
法稱（Dharmakirti）大師，十世紀時的佛教僧侶，為阿底峽尊者之師。因為他居住在蘇門答臘的海邊，當時被稱為黃金洲，所以他又被稱為金洲大師（Serlingpa）。
法稱原為蘇門答臘人，因為信仰佛法，遠渡至印度求學，跟隨瑜伽師彌勒（與彌勒菩薩同名的論師）七年，學習《現觀莊嚴論》與《般若經》。他同時修習顯密經教，是當時很有名的佛教學者。在印度留學十一年後，他返回蘇門答臘。
阿底峽尊者聽聞金洲大師的大名，為了追求更高的境界，決心從印度到蘇門答臘跟隨金洲大師，從學十二年。金洲大師的思想接近於唯識學派，與阿底峽尊者尊奉的中觀派並不相同。但是阿底峽尊者對金洲大師極為尊重，據說只要有人提到他的名字，阿底峽大師就會將雙手合掌，高舉於頭，以示尊敬。